# Google Pixel

Smartphones Pixel de segunda geração (à esquerda, Pixel 2; à direita, Pixel 2 XL)

Google Pixel é uma linha de dispositivos eletrônicos de consumo desenvolvidos pela empresa norte-americana Google e que executam o sistema operacional Chrome OS ou Android. A linha Pixel foi lançada em 2013 com um notebook, mas está também inclui smartwatches, portáteis, tablets e smartphones, bem como vários acessórios.

## Produtos
A Google anunciou o primeiro produto da linha Pixel em 2013, o Chromebook Pixel.
Em 2021, a Google criou pela primeira vez a própria CPU, chamada Google Tensor, que já está na 2ª versão. Neste mesmo ano apresentou o Pixel 6, o smartphone mais Google possível. Além também da versão 12 do Android, o sistema mais personalizável possível até então. Sendo o ano em que a empresa começou a comandar tudo, do sistema operacional ao hardware.
Desde 2013, foram criados mais modelos:
2013: Chromebook Pixel.
2015: Chromebook Pixel LS.
2016: Pixel e Pixel XL.
2017: Pixel 2 e Pixel 2 XL.
2018: Pixel 3, Pixel 3 XL. e Pixel Slate.
2019: Pixel 3a, Pixel 3a XL, Pixel 4, Pixel 4 XL, e Pixelbook Go.
2020: Pixel 4a, Pixel 4a 5G, e Pixel 5.
2021: Pixel 5a, Pixel 6, Pixel 6 Pro.
2022: Pixel 6a, Pixel 7, Pixel 7 Pro, Pixel Watch, e Pixel Buds Pro.
2023: Pixel 7a, Pixel Tablet, Pixel Fold, Pixel 8, e Pixel 8 Pro.
2024: Pixel 9, Pixel 9 Pro Fold

## Smartphones
A Google anunciou os primeiros aparelhos, o Pixel e Pixel XL, em 4 de outubro de 2016 durante o evento #MadeByGoogle, como sucessores da linha Nexus, que entre os destaques dos aparelhos está a câmera de 12,3 megapixels, que foi intitulada de "a melhor câmera" existente em um telefone até o momento.
Em 2021 anunciou o Pixel 6, que é considerado "o smartphone mais Google possível"; o aparelho da primeiro aparelho da linha a ser mais "inteligente" com funcionalidades diferenciadas.
| Legenda | Descontinuado e sem suporte | Descontinuado, mas ainda suportado | Atuais ou ainda vendidos | Anunciado, mas ainda não lançado |

| Modelo        | Anunciado              | Lançamento            | Lançamento | Descontinuado         | Suporte                | Suporte  | Tempo de vida     |
| Modelo        | Anunciado              | Data                  | OS         | Descontinuado         | Encerrado              | OS Final | Tempo de vida     |
| ------------- | ---------------------- | --------------------- | ---------- | --------------------- | ---------------------- | -------- | ----------------- |
| Pixel         | 4 de outubro de 2016   | 20 de outubro de 2016 | 7.1 Nougat | 11 de abril de 2018   | 4 de dezembro de 2019  | 10       | 3 anos e 1 mês    |
| Pixel 2       | 4 de outubro de 2017   | 17 de outubro de 2017 | 8.0 Oreo   | 1 de abril de 2019    | 4 de outubro de 2020   | 11       | 2 anos e 11 meses |
| Pixel 3       | 9 de outubro de 2018   | 18 de outubro de 2018 | 9 Pie      | 31 de março de 2020   | 2 de fevereiro de 2022 | 12       | 3 anos e 3 meses  |
| Pixel 3a      | 7 de maio de 2019      | 15 de maio de 2019    | 9 Pie      | 1 de julho de 2020    | 6 de setembro de 2022  | 12.1     | 3 anos e 3 meses  |
| Pixel 4       | 15 de outubro de 2019  | 23 de outubro de 2019 | 10         | 6 de agosto de 2020   | 6 de fevereiro de 2023 | 13       | 3 anos e 3 meses  |
| Pixel 4a      | 3 de agosto de 2020    | 20 de agosto de 2020  | 10         | 31 de janeiro de 2022 | 20 de setembro de 2023 | 13       | 4 anos e 7 meses  |
| Pixel 4a (5G) | 3 de agosto de 2020    | 5 de novembro de 2020 | 11         | 20 de agosto de 2021  | Até novembro de 2023   | —        | 4 anos e 4 meses  |
| Pixel 5       | 30 de setembro de 2020 | 15 de outubro de 2020 | 11         | 20 de agosto de 2021  | Até outubro de 2023    | —        | 4 anos e 5 meses  |
| Pixel 5a      | 17 de agosto de 2021   | 26 de agosto de 2021  | 11         | 21 de julho de 2022   | Até agosto de 2024     | —        | 3 anos e 6 meses  |
| Pixel 6       | 19 de outubro de 2021  | 28 de outubro de 2021 | 12         | 6 de outubro de 2022  | Até outubro de 2026    | —        | 3 anos e 4 meses  |
| Pixel 6a      | 11 de maio de 2022     | 21 de julho de 2022   | 12         | —                     | Até julho de 2027      | —        | 2 anos e 8 meses  |
| Pixel 7       | 6 de outubro de 2022   | 13 de outubro de 2022 | 13         | —                     | Até outubro de 2027    | —        | 2 anos e 5 meses  |
| Pixel 7a      | 10 de maio de 2023     | 10 de maio de 2023    | 13         | —                     | 7 de maio de 2028      | —        | 1 ano e 10 meses  |
| Pixel Fold    | 10 de maio de 2023     | 20 de junho de 2023   | 13         | —                     | Até junho de 2028      | —        | 1 ano e 9 meses   |
| Pixel 8       | 4 de outubro de 2023   | 12 de outubro de 2023 | 14         | —                     | —                      | —        | —                 |

Desde 2016, foram criados mais modelos:
2016: Pixel e Pixel XL.
2017: Pixel 2 e Pixel 2 XL.
2018: Pixel 3, Pixel 3 XL.
2019: Pixel 3a, Pixel 3a XL, Pixel 4, Pixel 4 XL.
2020: Pixel 4a, Pixel 4a 5G, e Pixel 5.
2021: Pixel 5a, Pixel 6, Pixel 6 Pro.
2022: Pixel 6a, Pixel 7, Pixel 7 Pro.                                                                                                                                                                        2023: Pixel 7a.

## Tablets

### Pixel C
A Google anunciou o Pixel C durante um evento em 29 de setembro de 2015. O Pixel C possui uma porta USB-C e uma conexão para fones de ouvido no padrão TRS de 3,5mm. O dispositivo vem de fábrica com o Android 6.0.1 Marshmallow. A atualização para o Android 7.0 Nougat para o Pixel C, assim como para outros dispositivos, foi lançada pela Google em 22 de agosto de 2016.
- Display: 10,2 polegadas com resolução de 2560x1800 pixels (308ppi).
- Armazenamento interno: 32 GB ou 64 GB.
- Memória RAM: 3 GB LPDDR3.
- Câmeras: 8 MP (traseira); 2 MP (frontal).

### Pixel Tablet
A Google anunciou a primeira geração do Pixel Tablet em 10 de maio de 2023, durante o evento Google I/O 2023.

## Laptops

### Chromebook Pixel (2013)
A Google anunciou a primeira geração do Chromebook Pixel através de uma postagem em seu blog oficial em 21 de fevereiro de 2013. O laptop apresenta um leitor de cartão de memória microSD, uma entrada Mini DisplayPort, uma conexão para fones de ouvido no padrão TRS de 3,5mm e outra para microfone, e duas portas USB 2.0. Entre outros recursos, estão um teclado retroiluminado, um touchpad de vidro, dois alto-falantes integrados e dois microfones embarcados.
- Display: 12,85 polegadas com resolução de 2560x1700 pixels (239ppi).
- CPU: terceira geração (Ivy Bridge) do processador Intel Core i5.
- Armazenamento: 32 GB de armazenamento interno e 1 TB no Google Drive durante três anos.
- Memória RAM: 4 GB LPDDR3.

### Chromebook Pixel (2015)
Em 11 de março de 2015, a Google anunciou a segunda geração do Chromebook Pixel através de uma postagem em seu blog oficial. O laptop apresenta duas portas USB-C, duas portas USB 3.0, um slot para cartão de memória, uma conexão para fones de ouvido no padrão TRS de 3,5mm e outra para microfone. O dispositivo também conta com um teclado retroiluminado, um touchpad de vidro com suporte a múltiplos toques, alto-falantes estéreo integrados e dois microfones embarcados, entre outros recursos.
A Google descontinuou a segunda geração do Chromebook Pixel em 29 de agosto de 2016.
- Display: 12,85 polegadas com resolução de 2560x1700 pixels (239ppi).
- CPU: quinta geração (Broadwell) dos processadores Intel Core i5 ou i7.
- Armazenamento: 32 GB ou 64 GB de armazenamento interno 1 TB no Google Drive durante três anos.
- Memória RAM: 8 GB ou 16 GB LPDDR3.